# Лис і мисливський пес
«Лис і мисливський пес» (англ. «The Fox and the Hound») — 24-й за рахунком мультфільм, створений студією Діснея. Прем'єра відбулася в США 10 липня 1981 року. Фільм є екранізацією однойменного роману Деніела Меннікса.
2 травня 2000 року «Лис і мисливський пес» був перевиданий на DVD, а 12 грудня 2006 року студія Діснея випустила сиквел — «Лис і мисливський пес 2».

## Сюжет
Молоде лисеня залишається сиротою, коли його мати вбивають мисливці. Доброзичлива сова Велика Мама влаштовує так, що лисенятко бере до себе на ферму як улюбленця співчутлива вдова Твід і називає його Тоддом. Незабаром після цього сусід вдови Твід, примхливий мисливець на ім'я Амос Слейд, приносить додому цуценя мисливської собаки на ім'я Коппер. Два молодих звірка знайомляться і швидко стають друзями, не підозрюючи, що їх дружба не буде вічною. Одного разу Тодд, прийшовши на ферму Слейда, по своїй необачності, будить досвідченого пса мисливця — Вождя. Тодд ховається від нього і Слейда, що переслідує його по всій фермі, стріляючи  з рушниці, до тих пір, поки їх не зупиняє розлючена вдова Твід. Войовничий Слейд загрожує, що він при першій можливості має намір убити лисеня.
Питання з полюванням відкладається до відкриття сезону і Слейд бере псів в дику місцевість на деякий час. Проходить час, і Коппер стає чудовим мисливським псом, у той час як Тодд досі не може повірити в те, що його дружба закінчиться, коли пес повернеться. Після повернення Тодд зустрічає Коппера тільки для того, щоб дізнатися, що Коппер ледве може винести присутність молодого лиса. Коппер каже, щоб Тодд заради власного блага тримав дистанцію.
Однак Вождь прокидається і разом зі Слейдом переслідує Тодда, у той час як Коппер вимушено вирішує робити помилки, щоб збити з дороги переслідувачів. Але Вождь продовжує гонитву на естакаді, в той момент коли поїзд раптово наближається. Тодд в змозі пірнути під транспортним засобом, а Вождь від удару отримує поранення. Знайшовши Вождя пораненим, Коппер клянеться помститися Тодду. Розуміючи, що тепер Тодд не зможе благополучно жити на її фермі, вдовиця Твід залишає його у природному заповіднику. У Тодда попереду важкий час пристосування і Велика Мама допомагає йому, представляючи його красивій лисичці на ім'я Вікс. Молоді закохуються одне в одного.
Однак мстивий Слейд і Коппер перетинають межі заповідника, щоб убити Тодда за допомогою капканів і зброї. Результат — переслідування, прочісування усього лісу, що досягає кульмінації, коли Слейд і Коппер по своїй необачності провокують напад потривоженого ведмедя. Всупереч такому позитивному для нього збігу обставин, Тодд втручається, щоб врятувати свого друга і заманює ведмедя на дерево, що лежить на краю обриву, воно обрушується, і ведмідь з лисом падають у водоспад.
Тодд виживає і на березі зустрічає Коппера, приголомшеного виявленим героїзмом Тодда заради нього, незважаючи на поточні події. Однак Слейд не поділяє ніякої подяки і раптово з'являється, все ще з мстивим нетерпінням вбити лиса. Коппер приймає моральне рішення і затуляє собою Тодда, і Слейд, відмовляючись вбити його найкращу собаку через дрібну вендету проти лиса, яка тільки що врятувала їх життя, пом'якшується і повертається додому. Лис і мисливський собака наостанок усміхаються одне одному, перед тим як розійтися різними шляхами. Амос Слейд пошкоджує ногу, потрапляючи в один з поставлених ним капканів, і вдова Твід пізніше піклується про його одужання. Амос Слейд і вдовиця Твід стають хорошими друзями.
Наприкінці двоє друзів упокорюються з тим, що більше ніколи не зможуть бути знову разом, але їх колишня любов залишиться дорогою серця.

## Український дубляж
Мультфільм дубльовано студією «Le Doyen» на замовлення компанії «Disney Character Voices International» у 2017 році.
- Перекладач — Олеся Запісочна
- Режисер дубляжу — Максим Кондратюк
- Перекладач пісень — Ілля Чернілевський
- Музичний керівник — Тетяна Піроженко
- Звукорежисери — Олена Лапіна, Альона Шиманович
- Звукорежисери перезапису — Альона Шиманович, Всеволод Солнцев

### Ролі дублювали
- Павло Скороходько — Тод
- Валентин Музиченко — Коппер
- Єгор Скороходько — Малий Тод
- Олексій Сморигін — Малий Коппер
- Тетяна Зіновенко — Матуся Сова
- Євген Пашин — Еймос Слейд
- Надія Кондратовська — Удова Твід
- Олександр Завальський — Бумер
- Юрій Кудрявець — Дінкі
- Олександр Ярема — Шеф
- Олександр Чернов — Дикобраз
- Володимир Жогло — Борсук
- Оксана Гринько — Віксі